# 4145 Maximova
4145 Maximova eller 1981 SJ7 är en asteroid i huvudbältet som upptäcktes den 29 september 1981 av den sovjetisk-ryska astronomen Ljudmila Zjuravljova vid Krims astrofysiska observatorium på Krim. Den är uppkallad efter den ryska ballerinan Jekaterina Maksimova.
Asteroiden har en diameter på ungefär 6 kilometer och den tillhör asteroidgruppen Flora.